# مقاطعة إيست باتون روغ (لويزيانا)
مقاطعة إيست باتون روغ (بالإنجليزية: East Baton Rouge Parish, Louisiana)‏ هي إحدى مقاطعات ولاية لويزيانا في الولايات المتحدة. تأسست سنة 1812، وتبلغ مساحتها 1219 كم2، بلغ عدد سكانها 440171 نسمة في عام 2010 حسب إحصاء مكتب تعداد الولايات المتحدة وتصل الكثافة السكانية فيها 350 نسمة/كم2.

## أعلام
- دونا دوغلاس

## وصلات خارجية
- www.brgov.com/
- United States Counties